# Chacornac (cráter)
|  | Chacornac es un cráter de impacto lunar irregular unido al borde suroriental del cráter Posidonius. Se encuentra justo al este del Mare Serenitatis, y al norte del cráter Le Monnier. El borde de Chacornac tiene una forma algo distorsionada, con un aspecto pentagonal e irregular, especialmente en el noroeste, donde se halla al borde de Posidonius. El suelo inundado de lava es irregular y desigual, y contiene un sistema de grietas débiles, denominadas Rimae Chacornac. No presenta pico central, y no hay rastro de un sistema radial. El suelo alrededor del cráter es accidentado, con una rampa escarpada en pendiente hacia el oeste. |

## Cráteres satélite
Por convención estos elementos son identificados en los mapas lunares poniendo la letra en el lado del punto medio del cráter que está más cerca de Chacornac.
|           | \| Chacornac \| Coordenadas \| Diámetro \| \| --------- \| ---------------------------- \| -------- \| \| A \| 29°48′N 31°30′E / 29.8, 31.5 \| 5 km \| \| B \| 29°48′N 31°54′E / 29.8, 31.9 \| 6 km \| \| C \| 30°48′N 32°36′E / 30.8, 32.6 \| 4 km \| \| D \| 30°36′N 33°36′E / 30.6, 33.6 \| 26 km \| \| E \| 29°24′N 33°42′E / 29.4, 33.7 \| 22 km \| \| F \| 29°12′N 32°54′E / 29.2, 32.9 \| 26 km \| |          |
| Chacornac | Coordenadas | Diámetro |
| A         | 29°48′N 31°30′E / 29.8, 31.5 | 5 km     |
| B         | 29°48′N 31°54′E / 29.8, 31.9 | 6 km     |
| C         | 30°48′N 32°36′E / 30.8, 32.6 | 4 km     |
| D         | 30°36′N 33°36′E / 30.6, 33.6 | 26 km    |
| E         | 29°24′N 33°42′E / 29.4, 33.7 | 22 km    |
| F         | 29°12′N 32°54′E / 29.2, 32.9 | 26 km    |